# Brechmorhoga
Brechmorhoga ist eine aus 16 Arten bestehende Libellengattung. Die Gattung gehört zur Unterfamilie Trithemistinae und wurde 1894 durch William Forsell Kirby beschrieben. Als Generotyp diente ein Tier der bis dahin unbekannten Art Brechmorhoga grenadensis das später zu einer Unterart der Art Brechmorhoga pertinax herabgestuft wurde. Das Verbreitungsgebiet erstreckt sich vom Südwesten der Vereinigten Staaten über Mittelamerika bis in den Norden Argentiniens.

## Merkmale
Brechmorhoga-Arten sind vergleichsweise mittlere bis große, schwarze Libellen und erreichen Längen zwischen 40 und 62 Millimetern. Der Hinterleib (Abdomen), sowie der Brustkorb (Thorax) weisen einige weiße und gelbe Markierungen und Flecken auf der schwarzen Grundfarbe auf. Die Flügel sind durchsichtig.

## Habitat
Die Imagines der Gattung Brechmorhoga kommen entlang von Flüssen vor und jagen insbesondere an Stellen, wo das Wasser schnell durch steiniges Gelände strömt.

## Systematik
Die Systematik der Art ist bei weitem nicht abschließend geklärt und über viele Arten besteht noch Unklarheit, ob sie wirklich eigenständige Arten darstellen. Wahrscheinlich werden in Zukunft noch weitere Arten hinzukommen. Mindestens eine weitere Art harrt noch ihrer Beschreibung. Auch von den Larven sind die wenigsten beschrieben. Folgende Arten werden zur Gattung Brechmorhoga gezählt:
- Brechmorhoga archboldi
- Brechmorhoga diplosema
- Brechmorhoga flavoannulata
- Brechmorhoga flavopunctata
- Brechmorhoga innupta
- Brechmorhoga latialata
- Brechmorhoga mendax
- Brechmorhoga neblinae
- Brechmorhoga nubecula
- Brechmorhoga pertinax
- Brechmorhoga praecox
- Brechmorhoga praedatrix
- Brechmorhoga rapax
- Brechmorhoga tepeaca
- Brechmorhoga travassosi
- Brechmorhoga vivax